# Sarah Haider

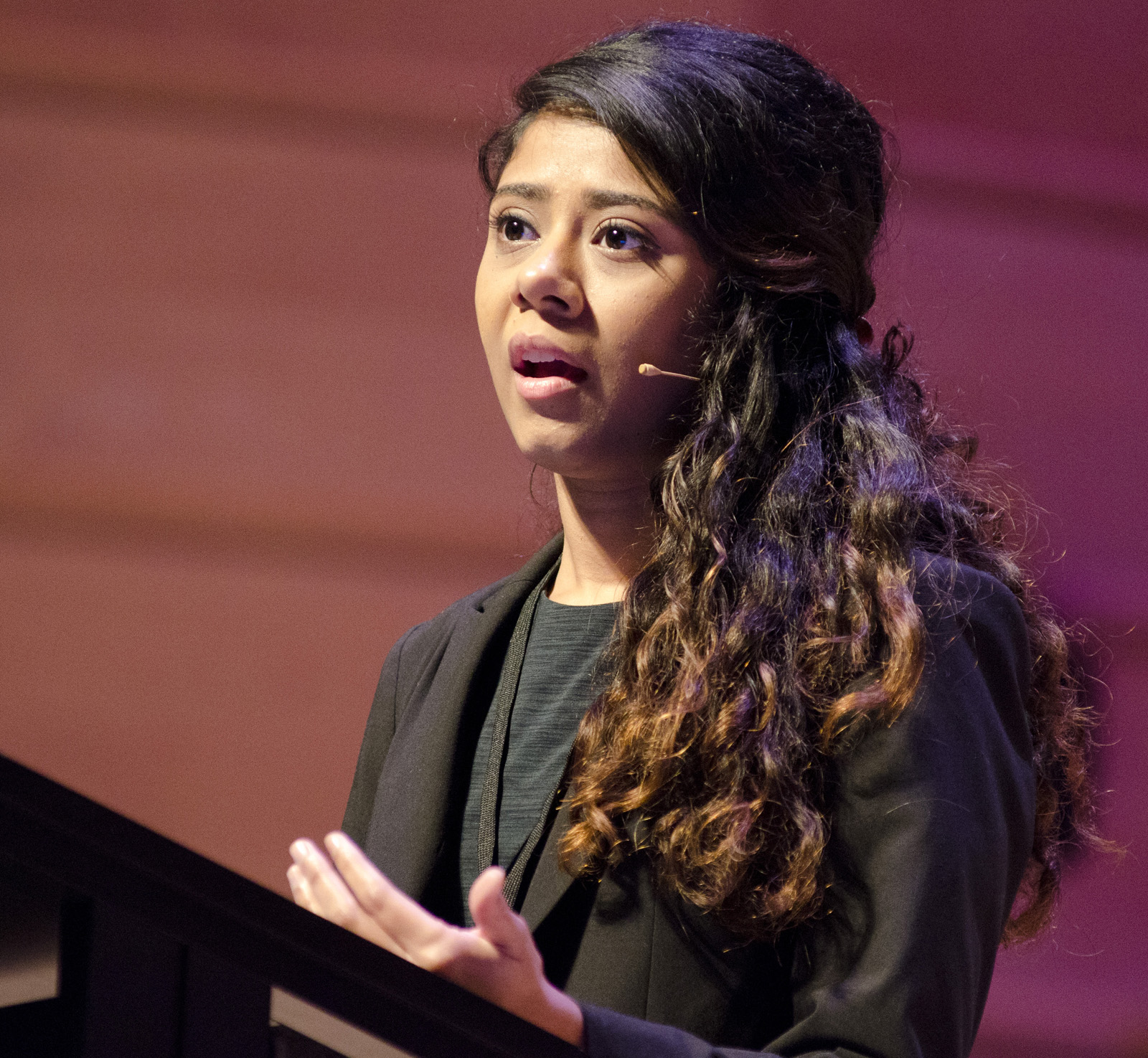
Sarah Haider bei einer Rede bei der "Australian Skeptics National Convention" 2017 mit dem Thema "Islam, Doubt and Space Pegasus".

Sarah Haider ist eine pakistanisch-amerikanische politische Aktivistin und Rednerin. Sie ist Gründerin der Interessensvereinigung Ex-Muslims of North America (EXMNA), die ehemaligen Muslimen dabei hilft, ihre Religionsgemeinschaft zu verlassen, und sich für eine Normalisierung religiöser Dispute innerhalb muslimischer Glaubensgemeinschaften einsetzt.

## Leben
Haider wurde in Karatschi, Pakistan, in eine schiitische Familie geboren. Als sie sieben Jahre alt war, zog sie mit ihrer Familie in die USA. Bis zu ihrem 16. Lebensjahr war sie gläubige Muslimin, wie sie selbst in einem Interview angibt:

„Ich kleidete mich züchtig, um Aufmerksamkeit von meinem Körper abzulenken, und zur Verwirrung meiner Eltern entschied ich mich, den Hidschāb für kurze Zeit anzulegen. Ich hielt mich von Drogen und Sexualkontakten jeder Art fern, hielt mich an die Speisevorschriften und betete so regelmäßig, wie ich konnte.“

Mit 16 Jahren wurde sie zur Atheistin. Laut eigener Aussage hatte sie Glück, einen liberalen Vater zu haben, der sie zwar keine Shorts tragen oder feste Freunde haben ließ, ihr aber doch erlaubt habe, alle Bücher zu lesen, die sie wollte, auch solche, die islamkritisch waren, und ihr schließlich erlaubte, von zu Hause auszuziehen, um aufs College zu gehen.

## Aktivismus
Im Jahr 2013 gründete Haider gemeinsam mit Muhammad Syed die Ex-Muslims of North America (EXMNA). Als gemeinnützige Organisation und Online-Community hilft die EXMNA Muslimen dabei, ihre Religionsgemeinschaft zu verlassen, unterstützt sie im Leben ohne Religionsgemeinschaft und setzt sich für eine Destigmatisierung von Ex-Muslimen ein.
Die Organisation, die zunächst nur von Washington, D.C. und Toronto aus arbeitete, ist inzwischen an 25 Standorten in den USA und Kanada aktiv.
Laut EXMNA meiden Mitglieder muslimischer Glaubensgemeinschaften oft andere Muslime, die beschuldigt werden, vom Glauben abgefallen zu sein, sowie deren Familien. Aus Angst vor dem Ausschluss aus der Gemeinschaft oder Gewalt wollen viele Muslime nicht als „Ungläubige“ stigmatisiert werden. Deshalb bemüht sich EXMNA, den innerreligiösen Disput zu normalisieren. Außerdem hat EXMNA ein Netzwerk der sozialen Unterstützung für diejenigen geschaffen, die sich entschieden haben, den Islam zu verlassen.
Im Jahr 2015 hielt Haider auf der 74. Jahreskonferenz der American Humanist Association in Denver, Colorado, eine Rede mit dem Titel „Islam and the Necessity of Liberal Critique“ („Islam und die Notwendigkeit einer liberalen Kritik“).
Im Jahr 2017 entschied sich Haider, mit EXMNA auf Tour durch die Vereinigten Staaten und Kanada zu gehen, um während des akademischen Jahres 2017–2018 an den Universitäten über Themen zu sprechen, die Muslime und Nicht-Muslime betreffen.